# John O'Donovan
John O'Donovan (gaèlic irlandès Seán Ó Donnabháin, 25 de juliol de 1806 - 10 de desembre de 1861), d'Atateemore, a la parròquia de Kilcolumb, comtat de Kilkenny, i educat a l'Acadèmia Hunt, Waterford, fou estudiós del gaèlic irlandès d'Irlanda.

## Biografia
Era el quart fill d'Edmond O'Donovan i Eleanor Hoberlin de Rochestown. La seva carrera pot haver estat inspirada pel seu oncle Parick O'Donovan. Treballà per a l'antiquari James Hardiman investigant documents d'estat i fonts tradicionals a l'Oficina de Registres Públics. També va ensenyar gaèlic irlandès a Thomas Larcom durant un temps en 1828 i treballà per a Myles John O'Reilly, un col·leccionista de manuscrits irlandesos.
Després de la mort d'Edward O'Reilly l'agost de 1830, fou reclutat pel Departament Topogràfic de la primera Ordnance Survey of Ireland sota George Petrie l'octubre de 1830. A part d'un breu període en 1833, va treballar constantment per al Survey en investigacions de topònims fins a 1842, desenterrant i conservant molts manuscrits. Després d'aquella data, el treball d'O'Donovan amb el Survey es va reduir, encara que fou cridat de tant en tant per dur a terme la investigació toponímica en el dia a dia. Va investigar mapes i manuscrits en moltes biblioteques i arxius a Irlanda i Anglaterra, per tal d'establir l'exactitud del seu origen de molts dels 63.000 noms de townlands d'Irlanda com fos possible. Les seves cartes a Larcom es consideren com un registre important de l'antiga tradició d'Irlanda per aquests comtats que va documentar durant els seus anys d'estada a la major part d'Irlanda.
Pel 1845, O'Donovan va mantenir correspondència amb el jove acadèmic William Reeves, i es conserva molta de la seva correspondència del 1860.
O'Donovan esdevingué professor de llengües cèltiques a la Universitat Queen's de Belfast i fou cridat al col·legi d'advocats en 1847. Per recomanació de Grimm fou elegit membre de la Reial Acadèmia de Berlín en 1856.
Mai va gaudir de bona salut i va morir poc després de mitjanit el 10 de desembre de 1861 a la seva residència de 36 Upper Buckingham Street de Dublín. Fou enterrat el 13 de desembre de 1861 al cementiri de Glasnevin.
Es casà amb una cunyada d'Eugene O'Curry i fou pare de nou fills (dels quals tots menys un van morir sense descendència). A la seva mort la seva dona va rebre una petita pensió de l'Estat.

## Genealogia personal
En una carta a Jeremiah O'Donovan Rossa del 29 de maig de 1856 John O'Donovan va marcar el seu llinatge d'aquesta manera:
- De la branca del senyor de Clann-Cahill, descendia del primogènit de Donnell II O'Donovan, casat amb Joanna MacCarthy Reagh de Castle Donovan qui morí en 1638
- Edmond, casat amb Catherine de Burgo, mort el 1643.
- Conor, casat amb Rose Kavanagh.
- William, casat amb Mary Oberlin, puritana, mort en 1749.
- Edmond, casat amb Mary Archdeacon, mort en 1798.
- Edmond, casat amb Mary Oberlin, mort en 1817.
- John O'Donovan, L.L.D. casat amb Mary Ann Broughton, descendent de colons cromwellians.[2]
- Edmond 1840 m. 1842, John 1842, Edmond 1844 més tard corresponsal de guerra mort al Sudan en 1882, William 1846, Richard 1846, Henry mort 1850, Henry 1852, Daniel 1856, Morgan Kavanaugh O'C 1859 m. 1860.[4] Vegeu Edmund O'Donovan.

Una característica interessant de l'obra de John O'Donovan és que es va veure incapaç de resistir-se a fer valer les pretensions de la família O'Donovan a l'antiga glòria, en nombroses notes i apèndixs. Va personalitzar la història de la família en tal grau que fins i tot polemitzà (erròniament) el dret a la successió del corrent principal. Afortunadament per a la investigació d'Irlanda, aquest petit fracàs personal no afecta la qualitat general de la investigació pionera d'O'Donovan. Si bé no ha estat possible demostrar l'ascendència de l'erudit específicament dels Lords of Clancahill, i no d'una altra sept O'Donovan.

## Llegat
- O'Donovan va fer una gran contribució a la literatura i història irlandesa. Ell i el marit de la seva cunyada, Eugene O'Curry, foren els més grans acadèmics irlandesos del seu temps. El treball d'O'Donovan en establir les antigues lleis genealogies i folklore irlandesos encara no han estat superats i encara són base d'investigacions actuals. (O'Curry i O'Donovan es casaren amb les germanes Anne i Mary Anne Broughton respectivament, filles de John Broughton de Killaderry vora Broadford, comtat de Clare.) En 1852, ell i O'Curry proposaren un Diccionari de la Llengua Irlandesa, del que se n'encarregà la Reial Acadèmia d'Irlanda, iniciat en 1913 i completat en 1976.

## Obres
- A Grammar of the Irish Language (1845) per a St. Columba's College, Dublin
- Leabhar na gCeart (El llibre dels drets, 1847)
- Traduccions dels Annals dels quatre mestres (6 volums 1846-1851)
- Traducció dels Annals Fragmentaris d'Irlanda (1860)
- Traducció del Martyrology of Donegal: A Calendar of the Saints of Ireland per Mícheál Ó Cléirigh (1864)